# Mistrzostwa Świata w Żeglarstwie 2014
4. Mistrzostwa świata w żeglarstwie odbyły się w Santanderze w Hiszpanii w dniach od 8 do 21 września 2014. Organizatorem zawodów była Międzynarodowa Federacja Żeglarska. Podczas imprezy można było zdobyć kwalifikację na XXXI Letnie Igrzyska Olimpijskie w Rio de Janeiro, które odbędą się w 2016 r.
Reprezentacja Polski wywalczyła jeden srebrny medal. Zdobył go Przemysław Miarczyński w klasie RS:X. Polacy zdobyli trzy kwalifikacje olimpijskie - Zofia Noceti-Klepacka i Przemysław Miarczyński w klasie RS:X oraz Jonasz Stelmaszyk w klasie Laser.

## Medaliści[4]

### Mężczyźni
| Klasa | Złoto                       | Srebro                      | Brąz                            |
| ----- | --------------------------- | --------------------------- | ------------------------------- |
| RS:X  | Julien Bontemps             | Przemysław Miarczyński      | Thomas Goyard                   |
| Laser | Nicholas Heiner             | Tom Burton                  | Nick Thompson                   |
| 470   | Mathew Belcher William Ryan | Šime Fantela Igor Marenić   | Panajotis Mandis Pawlos Kajalis |
| Finn  | Giles Scott                 | Ivan Kljaković Gašpić       | Edward Wright                   |
| 49er  | Peter Burling Blair Tuke    | Jonas Warrer Anders Thomsen | Nathan Outteridge Iain Jensen   |

### Kobiety
| Klasa        | Złoto                      | Srebro                                       | Brąz                            |
| ------------ | -------------------------- | -------------------------------------------- | ------------------------------- |
| RS:X         | Charline Picon             | Marina Alabau                                | Maayan Davidovich               |
| Laser Radial | Marit Bouwmeester          | Josefin Olsson                               | Evi Van Acker                   |
| 470          | Lara Vadlau Jolanta Ogar   | Jo Aleh Polly Powrie                         | Saskia Clark Hannah Mills       |
| 49erFX       | Martine Grael Kahena Kunze | Ida Marie Baad Nielsen Marie Thusgaard Olsen | Giulia Conti Francesca Clapcich |

### Konkurencje mieszane
| Klasa    | Złoto                   | Srebro                                 | Brąz                           |
| -------- | ----------------------- | -------------------------------------- | ------------------------------ |
| Nacra 17 | Billy Besson Marie Riou | Santiago Lange Cecilia Carranza Saroli | Jason Waterhouse Lisa Darmanin |

## Klasyfikacja medalowa
| Miejsce | Państwo         | Złoto | Srebro | Brąz | Razem |
| ------- | --------------- | ----- | ------ | ---- | ----- |
| 1.      | Francja         | 3     | 0      | 1    | 4     |
| 2.      | Holandia        | 2     | 0      | 0    | 2     |
| 3.      | Australia       | 1     | 1      | 2    | 4     |
| 4.      | Nowa Zelandia   | 1     | 1      | 0    | 2     |
| 5.      | Wielka Brytania | 1     | 1      | 3    | 5     |
| 6.      | Austria         | 1     | 0      | 0    | 1     |
| 6.      | Brazylia        | 1     | 0      | 0    | 1     |
| 8.      | Chorwacja       | 0     | 2      | 0    | 2     |
| 8.      | Dania           | 0     | 2      | 0    | 2     |
| 10.     | Argentyna       | 0     | 1      | 0    | 1     |
| 10.     | Polska          | 0     | 1      | 0    | 1     |
| 10.     | Hiszpania       | 0     | 1      | 0    | 1     |
| 10.     | Szwecja         | 0     | 1      | 0    | 1     |
| 14.     | Belgia          | 0     | 0      | 1    | 1     |
| 14.     | Grecja          | 0     | 0      | 1    | 1     |
| 14.     | Izrael          | 0     | 0      | 1    | 1     |
| 14.     | Włochy          | 0     | 0      | 1    | 1     |
| Razem   | Razem           | 10    | 10     | 10   | 30    |